# 查爾斯·惠特尼·吉爾摩
查爾斯·惠特尼·吉爾摩（1874年3月11日—1954年9月27日）是一位在20世纪，美国国家博物馆（今美国国立自然历史博物馆）因研究脊椎动物化石而获得名声的古生物学家。吉尔摩命名了许多北美洲和蒙古恐龙，包括了属于白垩纪蜥脚类的阿拉摩龙、独龙、古似鸟龙、巴克龙、短角龙、纤手龙、蒙古龙、密蘇里闊步龍、绘龙、戟龙和奇异龙。